# Xenobarbus loveridgei
Xenobarbus loveridgei är en fiskart som beskrevs av Norman 1923. Xenobarbus loveridgei ingår i släktet Xenobarbus och familjen karpfiskar. Inga underarter finns listade i Catalogue of Life.